# 宮城県立角田支援学校
宮城県立角田支援学校（みやぎけんりつ かくだしえんがっこう）は、宮城県角田市にある知的障害者を教育対象とする公立特別支援学校。

## 学部
- 小学部
- 中学部
- 高等部

## 沿革
- 1982年（昭和57年）4月1日 - 宮城県立角田養護学校（小学部・中学部）を開校。
- 1989年（平成元年）4月1日 - 宮城県立角田養護学校高等部を新設。
- 2003年（平成15年）4月1日 - 宮城県立角田養護学校白石校小学部を白石市立白石第二小学校内に開設。
- 2004年（平成16年）4月1日 - 宮城県立角田養護学校白石校中学部を白石市立白石中学校内に開設。
- 2006年（平成18年）4月1日 - 宮城県立山元養護学校（当時）の併置校化及び高等部設置に伴い、一部の児童生徒を同養護学校に転入させる。
- 2009年（平成21年）4月1日 - 宮城県立角田支援学校に校名を変更、白石校小学部を白石市立白石中学校内に移転。